# Jam & Spoon
Jam & Spoon war ein  deutsches Trance- und Dance-Duo aus Frankfurt am Main. Jam & Spoon bestand aus Rolf Ellmer (Jam El Mar) und Markus Löffel (Mark Spoon). Ellmer und Löffel produzierten u. a. auch als „Trancy Spacer & Spacy Trancer“ unter den Projektnamen „Tokyo Ghetto Pussy“ und „Storm“. Ihre Produktionen haben zu Beginn der 1990er Jahre die nationale Musikszene stark geprägt. Löffel wurde 39 Jahre alt und starb am 11. Januar 2006 in Berlin an Herzversagen.

## Bandgeschichte
Die erste Veröffentlichung „Stella“ (auf der EP „Tales From Dancographic Oceans“) wurde 1992 zu einem der größten Clubhits des Jahres und brachte Ellmer und Löffel als Produzenten-Team an die Spitze. Seit dieser Zeit produzierten Jam & Spoon zudem sehr erfolgreich Remixe u. a. für Dr. Alban, The Age of Love, Moby, Frankie Goes to Hollywood, Enigma und Queen.
1993 erschien die Single „Right in the Night (Fall in Love with Music)“. Die Vermischung von Trance-Elementen mit akustischer Gitarre (Grundmelodie ist aus Asturias von Isaac Albéniz) und dem Gesang der Sängerin Plavka Lonich machte die Produktion sowohl in den Charts als auch in den Clubs erfolgreich. Der enthaltene Bonus-Track „Follow Me“ wurde zu einem Trance-Klassiker. 1993 erschienen gleich zwei Alben: „Tripomatic Fairy Tales 2001“ und „Tripomatic Fairy Tales 2002“. 2001 ist geprägt von Dance-/Trance-Elementen. 2002 hat Ambient-Einflüsse. Beide Alben wurden von Kritikern und Publikum gut aufgenommen.
Jam & Spoon konzentrierten sich in den folgenden Jahren vor allem auf das Erfolgsrezept von „Right in the Night“ und es gelang ihnen mehrere Male eine hohe Chartplatzierung, 1997 erschien das Album Kaleidoscope, 1999 neue Remixes des ersten Jam & Spoon-Klassikers Stella und 2001 be.Angeled mit Rea Garvey, während sie mit den eher Dance-orientierten Projekten „Tokyo Ghetto Pussy“ und „Storm“ einige Clubhits verbuchen konnten.
2004 wurde das Album Tripomatic Fairy Tales 3003 veröffentlicht. Die Liste der Gastsänger: Plavka Lonich, Jim Kerr (Sänger Simple Minds), Rea Garvey (Sänger Reamonn), Dolores O’Riordan (Sängerin The Cranberries), Tricky (Gastmusiker bei Massive Attack), Xavier Naidoo, Shweta Shetty, Virginia Nascimento, Midge Ure, Mark Gardener und Mike Romeo. Zum Gedenken an Mark Spoon erschien im September 2006 eine Sammlung bekannter Club-Tracks und Remixe von Jam & Spoon.
Im April 2013 erschien eine Remake-EP des Erfolgs-Songs Right in the Night, die Remixe von etlichen europäischen Dance-Projekten und DJs enthält. Darunter sind Groove Coverage, das Michael Mind Project, David May und die Bodybangers. Die beiden Produzenten David May & Amfree stiegen mit ihrer Neufassung von Right in the Night 2013 in die deutschen Singlecharts im Mai 2013 auf Platz 38 ein. Die Neufassung wurde auch von der damaligen Sängerin Plavka neu eingesungen.

## Diskografie

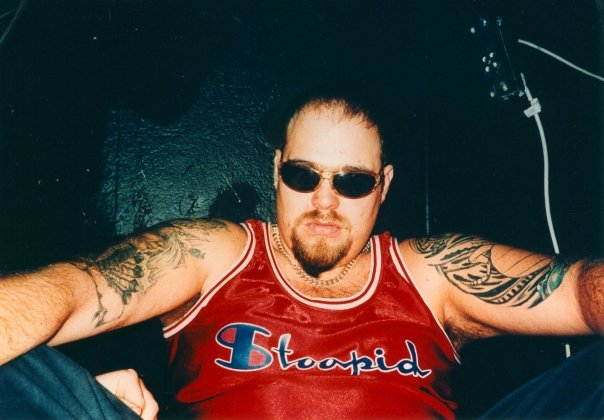
Mark Spoon

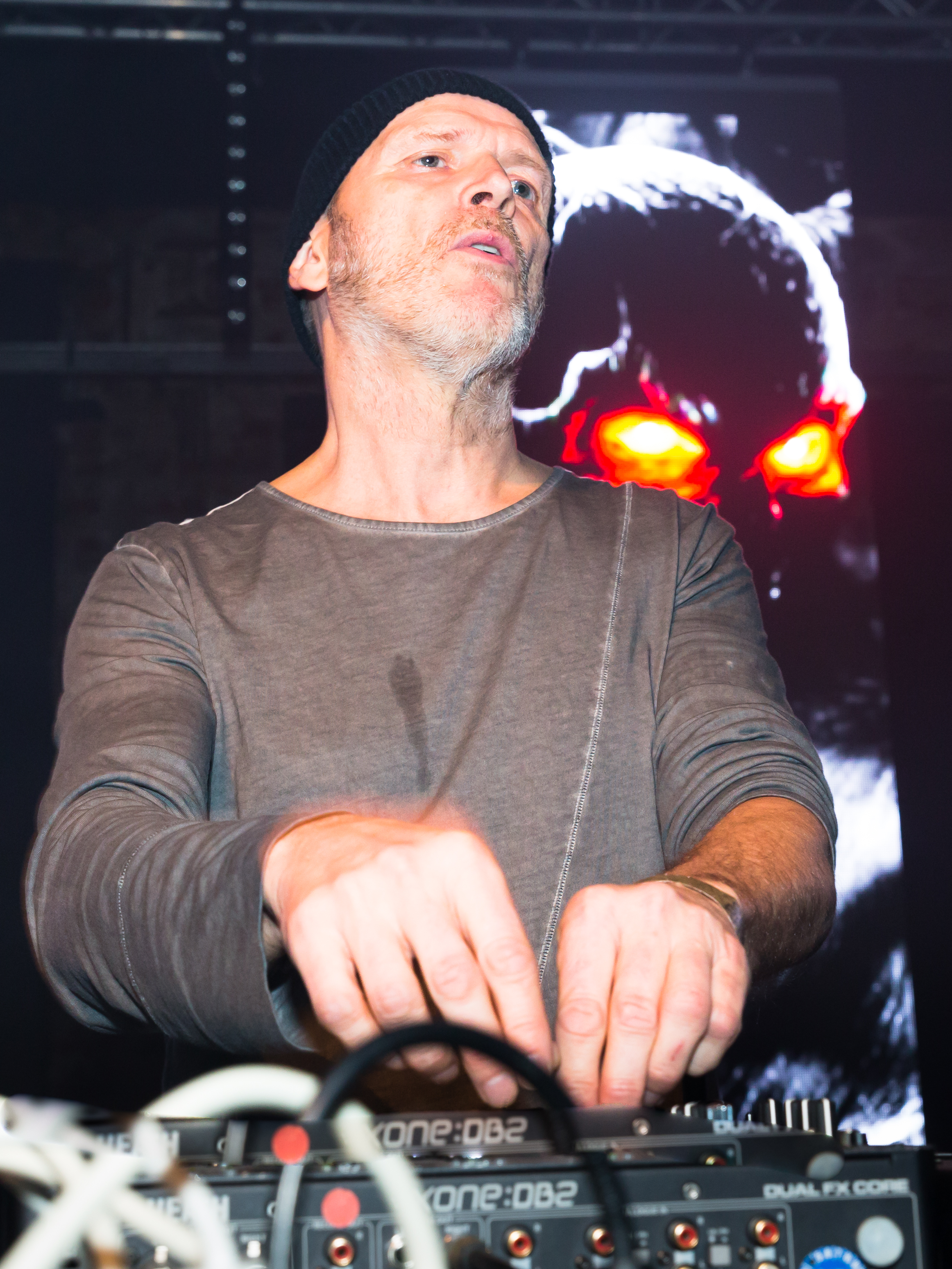
Jam El Mar

Studioalben

| Jahr | Titel                      | Höchstplatzierung, Gesamtwochen, AuszeichnungChartplatzierungen (Jahr, Titel, Platzierungen, Wochen, Auszeichnungen, Anmerkungen) | Höchstplatzierung, Gesamtwochen, AuszeichnungChartplatzierungen (Jahr, Titel, Platzierungen, Wochen, Auszeichnungen, Anmerkungen) | Höchstplatzierung, Gesamtwochen, AuszeichnungChartplatzierungen (Jahr, Titel, Platzierungen, Wochen, Auszeichnungen, Anmerkungen) | Höchstplatzierung, Gesamtwochen, AuszeichnungChartplatzierungen (Jahr, Titel, Platzierungen, Wochen, Auszeichnungen, Anmerkungen) | Anmerkungen                                       |
| Jahr | Titel                      | DE | AT | CH | UK | Anmerkungen                                       |
| ---- | -------------------------- | --- | --- | --- | --- | ------------------------------------------------- |
| 1991 | Breaks Unit 1              | — | — | — | — | Erstveröffentlichung: 1991                        |
| 1993 | Tripomatic Fairytales 2001 | DE52 (14 Wo.)DE | — | — | UK71 (1 Wo.)UK | Erstveröffentlichung: 1993                        |
| 1993 | Tripomatic Fairytales 2002 | DE66 (9 Wo.)DE | — | — | — | Erstveröffentlichung: 1993                        |
| 1995 | Disco 2001                 | — | — | — | — | Erstveröffentlichung: 1995 als Tokyo Ghetto Pussy |
| 1997 | Kaleidoscope               | DE40 (5 Wo.)DE | — | CH49 (1 Wo.)CH | — | Erstveröffentlichung: 18. Juli 1997               |
| 2000 | Stormjunkie                | DE62 (2 Wo.)DE | — | — | — | Erstveröffentlichung: 19. Juni 2000 als Storm     |
| 2004 | Tripomatic Fairytales 3003 | DE23 (6 Wo.)DE | — | — | — | Erstveröffentlichung: 21. Juni 2004               |